# Marc Minuci Rufus (cònsol)
Marc Minuci Rufus (llatí: Marcus Minucius Rufus) va ser un magistrat romà del segle iii aC. Formava part de la branca plebea de la gens Minúcia.
Va ser elegit cònsol l'any 221 aC amb Publi Corneli Escipió Asina i junts van fer la guerra contra els istris als que van sotmetre.
El 217 aC va ser nomenat magister militum del dictador Quint Fabi Màxim Verrugós, cridat al poder després de la desastrosa batalla del llac Trasimè. La prudència de Fabi Màxim va xocar amb el temperament fogós de Rufus, que va excitar a soldats i poble contra la lenta actuació del dictador. Quan uns ritus religiosos van obligar a Fabi a tornar a Roma, va encarregar a Rufus de no lliurar batalla però Ruf no va fer cas de les seves ordres i va iniciar una victoriosa ofensiva. Aquesta victòria va fer a Rufus molt popular i es va proposar al senat i es va aprovar una llei que donava al magister militum els mateixos poders militars que al dictador. Això va provocar una divisió de l'exèrcit romà en dues parts i cadascuna acampava en llocs diferents amb el seu general. Rufus es va enfrontar amb impaciència en una batalla contra Hanníbal i va ser derrotat i les seves tropes es van salvar únicament per l'oportuna arribada de Fabi Màxim. Llavors Ruf va reconèixer el seu error, va renunciar al seu comandament i es va podar altre cop a les ordres de Màxim. Va morir en la batalla de Cannes l'any següent, el 216 aC.